# بلال فيلبس
بلال فيلبس (بالإنجليزية: Bilal Philips) ولد في جامايكا ونشأ في كندا. ولد في عام 1947م وهو مدرس وكاتب يظهر على قناة السلام وهي قناة تلفزيونية فضائية إسلامية تبث في العديد من البلدان في جميع أنحاء العالم. أعلن إسلامه في عام 1972م.

## دراسته
أكمل دبلوم اللغة العربية من كلية التدريبات الإسلامية في الجامعة الإسلامية بالمدينة المنورة في عام 1979م. وأتم دراسة الماجستير في أصول الدين الإسلامية من جامعة الإمام محمد بن سعود الإسلامية بالرياض كلية التعليم في عام 1985م وفي قسم الدراسات الإسلامية في جامعة واليز أكمل الدكتوراه في أصول الدين الإسلامية في عام 1994

## عمله
- علّم أبو أمينة التّعليم الإسلاميّ واللغة العربية بمدارس الرّياض لمدّة امتدت إلى عشرة سنوات وكان يلقي المحاضرات عن أصول الدين الإسلامي لطلبة M.Ed في قسم الدراسات الإسلاميّة لجامعة Shariff Kabunsuan Islamic University في مدينة، مينداناو بالفلبّين لمدة ثلاثة سنوات.
- وفي عام 1994 أنشأ الدكتور بلال مركز المعلومات الإسلامية في دبي، الإمارات العربية المتحدة، والمعروف الآن بمركز Discover Islam. وكما أنشأ قسم الأدب الأجنبي لدار صحافة الفتح الإسلامي بالشارقة.
- وفي الوقت الحالي فان دكتور بلال يلقي محاضرات عديدة عن الأدب العربي وأصول الدين الإسلامي بجامعة عجمان والجامعة الأمريكية في دبي، الإمارات العربية المتّحدة.

### كتبه
- Funeral Rites Published by International Islamic Publishing House
- The Fundamentals of TAWHEED(Islamic Monotheism) Published by International Islamic Publishing House
- Purpose of Life Published by International Islamic Publishing House
- Tafsir: Surah Buruj

Videos (Topics Available in Islamic Shops & YouTube)
- Foundation of Islamic Studies
- Contemporary Issues
- Oneness of God
- In search of Inner Peace
- Struggle of Cultures:Clash of Civilaizations
- The Angels and the Jinn
- The Oneness of God
- Avoiding the unlawful
- Euthanasia, Aliens - Contemporary Issues
- My Way To Islam
- Judgement Day

## وصلات خارجية
- الموقع الرسمي
- لسماع معظم دروس ومحاضرات الدكتور بلال فيلبس، أنقر على هذا الموقع: موقع سلام وياك